# Wim Polak

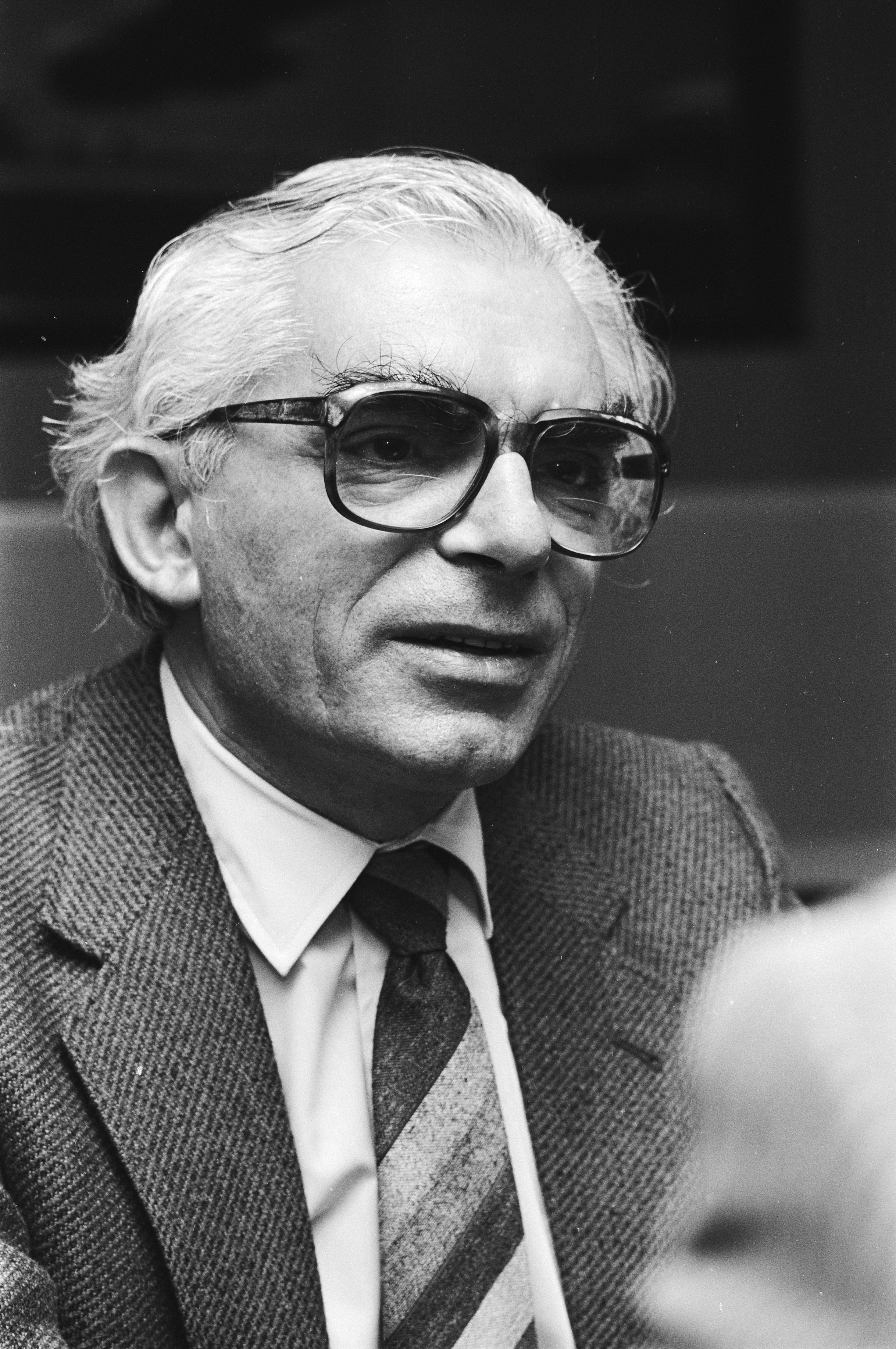
Wim Polak (Foto: 1982)

Willem Polak (* 14. September 1924 in Amsterdam; † 1. Oktober 1999 in Ilpendam, Provinz Nordholland) war ein niederländischer Politiker (Partij van de Arbeid (PvdA)) und Bürgermeister von Amsterdam.
Wim Polak wurde im Mai 1973 Staatssekretär im Kabinett Den Uyl. Im Juni 1977 wurde er als Bürgermeister von Amsterdam zum Nachfolger von Ivo Samkalden berufen. Ed van Thijn folgte ihm 1983 in seinem Amt.
1983 wurde Polak zum Kommandeur des Ordens von Oranien-Nassau ernannt.